# Normanion abyssi
Normanion abyssi is een vlokreeftensoort uit de familie van de Opisidae. De wetenschappelijke naam van de soort is voor het eerst geldig gepubliceerd in 1903 door Chevreux.